# Pericampylus incanus
Pericampylus incanus là một loài thực vật có hoa trong họ Biển bức cát. Loài này được (Colebr.) Miers ex Hook. f. & Thomson mô tả khoa học đầu tiên năm 1872.